# Aérodrome de Kasane
L'aérodrome de Kasane (code IATA : BBK • code OACI : FBKE) est un aéroport desservant Kasane, au Botswana. L'aéroport est à 2 km au sud de la ville, le long de la route Kisane-Kachikau.

## Situation
| Francistown Gaborone Kasane Maun |

## Compagnies aériennes et destinations
| Compagnies   | Destinations                                    |
| ------------ | ----------------------------------------------- |
| Air Botswana | Gaborone-S. Khama, Johannesbourg OR Tambo, Maun |
| Airlink      | Johannesbourg OR Tambo                          |

Actualisé le 29/11/2023